# 葉洪生
葉洪生（1948年－）安徽廬江人，出生於南京，編輯、作家、武俠小說評論家，畢業於淡江大學歷史學系，曾任中國時報大陸研究室研究員、中國時報大陸研究室主任、中國時報海外版編輯、聯合報專欄組副主任、聯合報大陸研究室主任、聯合報副總編輯、聯合報主筆、歷史月刊副總編輯等職。
乃父為前空總政戰部副主任執行官葉逸凡少將，為空軍軍歌《壯志凌霄》歌詞作者，著有《憶舊遊》一書。其為次子，自幼酷愛京劇，習楊派老生；於大學時期即曾參與校際公演《失空斬》、《將相和》、《二進宮》等著名劇目。1990年代中曾接受中廣公司國劇節目專訪，並播放其老生唱段錄音；對於促進兩岸國劇文化交流，不遺餘力。

## 生平
- 1973年11月以《武俠何處去》一文參與《中國時報》人間副刊舉辦的「武俠小說價值」論戰。
- 1974年以「笑傲樓主」筆名，在台灣《文藝月刊》發表《新七俠五義》（武俠長篇連載，未完）。
- 同年於《文藝月刊》發表《冷眼看台灣武壇》長文，全面評論台灣武俠小說發展現況。
- 1976年在《夏潮雜誌》創刊號發表《武林俠隱記》，介紹「舊派」武俠名家名著。
- 1977年在《唯迪雜誌》發表《一襲錦衣四十春》（武俠中篇）。
- 1979年在《青年戰士報》發表《全面整頓國劇方案》專文，提供台灣菊壇反思。
- 1982~1984年接受聯經出版公司委託，主編/評點/批校【近代中國武俠小說名著大系】，大膽突破「台灣出版物管制辦法」及警總「暴雨專案」禁令，成為海峽兩岸分治後首次有系統、有策略為大批禁書翻案成功的典範。其後大陸掀起「武俠熱」，許多出版社都從「民國武俠大系」中取材重印老書，影響深遠。
- 1985年在《民生報》發表《香江看戲雜感》系列專題(筆名老小子)，是為台灣「解嚴」後系統評介大陸京劇界現況之始。
- 1987年應邀參加香港中文大學主辦的「首屆國際武俠小說研討會」，並宣讀論文《論還珠樓主之小說奇觀與生命哲學》。
- 1988年獲聘為台南成功大學文學院通識教育講座，以及行政院新聞局審查大陸出版品委員會委員。
- 1989年應邀為香港中文大學中國文學研究所主編的《武俠小說論卷》（研討會論文集）撰寫《中國武俠小說總論》(後改題《中國武俠小說史論》，收入《葉洪生論劍》一書)。
- 1991年在「台灣通俗小說研討會」上發表《論當代武俠小說的「成人童話」世界--透視四十年來台灣武俠創作的發展與流變》專文，率先提出有關台灣「八大書系」、「四大流派」的新觀點。此文在網路上流傳甚廣，成為大陸有心人士認識台灣武俠小說創作生態的起始點。
- 1992年應邀參加淡江大學主辦的「俠與中國文化」國際研討會，發表《司馬翎小說藝術論》。
- 1993年擔任上海大學文學院兼職教授；並應邀到南京大學演講台灣武俠小說流派。
- 1995年應邀在北京大學中文系演講武俠小說的「舊派」與「新派」。
- 1996~98年擔任台灣國光劇團團務發展委員。
- 1997年應邀參加中央研究院文哲所主辦的「文藝理論與通俗文化」學術研討會，發表《比較港、臺武俠小說美學—以梁羽生與臥龍生為例》。
- 1998年4月應邀參加美國科羅拉多大學舉行的「金庸小說與20世紀中國文學」研討會，發表《論金庸小說美學及其武俠人物原型》。5月又參加由淡大中文系、東吳中文系與漢學研究中心聯合舉行的中國武俠小說國際學術研討會，發表《武俠小說創作論初探》。年底即突發心臟病，提前退出職場。
- 2005年與林保淳教授合作完成《台灣武俠小說發展史》後，捐贈珍藏多年的武俠小說原刊本380種(約一萬兩千集)給淡江大學中文系；淡大則回贈「武俠太史公」銀盾予以表彰。
- 同年擔任首屆「溫世仁百萬武俠大賞賽」決審委員會主席。
- 2007年擔任第三屆「溫世仁百萬武俠大賞賽」決審委員會主席。
- 同年完成新編歷史劇《送囚計》（管仲與鮑叔）。
- 2009年5月應邀參加【津門論劍】研討會，發表論文《北派五大家對港台六名家之影響》。8月又應邀為2009聯合巡迴文藝營講授【武俠小說人物論】。
- 2010年11月擔任第六屆「溫世仁百萬武俠大賞賽」決審會主席。
- 2012年3月參加成都首屆武俠文化節，獲得中國武俠學會頒發的第二屆鳳凰盃武俠文學學術獎。正式宣告「封劍歸隱」，退出武林。

## 著作
- 散文/雜文
  - 《二十年一覺飄花夢》（環宇版，1972）
  - 《這一代的方向》（環宇版，1972）
  - 《綺羅堆裡埋神劍》（天下圖書版，1975）
  - 《為明日中國探路》（黎明版，1976）
- 小說
  - 《逼上梁山》（民生報版，1981）
- 武俠評論
  - 《蜀山劍俠評傳》（遠景版，1982）
  - 《武俠小說談藝錄——葉洪生論劍》（聯經版，1994）
  - 《天下第一奇書——蜀山劍俠傳探秘》（上海學林版，2002）
  - 《台灣武俠小說發展史》（遠流版，2005）
- 編撰
  - 《中國往何處去》（成文版，1979）
  - 《九州生氣恃風雷》（成文版，1979）
  - 《白樺的苦戀世界》（采風版，1982）
  - 《近代中國武俠小說名著大系》（7家25種，聯經版，1984）
  - 《臺灣武俠小說九大門派代表作》（9家9種，江蘇文藝版，1995）

註：曾公開發表而未出版專書的各類作品不計在內。